# Карыжин
Карыжин (укр. Карижин) — село в Виньковецком районе Хмельницкой области Украины.
Население по переписи 2001 года составляло 597 человек. Почтовый индекс — 32505. Телефонный код — 3846. Занимает площадь 2,115 км². Код КОАТУУ — 6820655103.

## Местный совет
32500, Хмельницкая обл., Виньковецкий р-н, пгт Виньковцы, ул. Соборной Украины, 20